# Hahnia sirimoni
Hahnia sirimoni là một loài nhện trong họ Hahniidae.
Loài này thuộc chi Hahnia. Hahnia sirimoni được Pierre L. G. Benoit miêu tả năm 1978.